# Takehiro Watanabe (Nordischer Kombinierer)
Takehiro Watanabe (jap. 渡部 剛弘, Watanabe Takehiro; * 13. Juli 1993 in Aizu-Wakamatsu, Präfektur Fukushima) ist ein japanischer Nordischer Kombinierer.

## Karriere
Am 8. März 2013 debütierte Takehiro Watanabe im Weltcup der Nordischen Kombination beim Weltcup in Lahti und belegte beim 15. Einzelwettkampf der Saison 2012/13 den 45. Platz. In der darauffolgenden Saison konnte beim Weltcup in Lahti er seine ersten Weltcuppunkte sammeln. Den Gundersen-Wettbewerb beendet Watanabe auf den 27. Platz und sammelte damit 3. Weltcuppunkte. Am Ende der Saison 2013/14 belegte er mit insgesamt 4 Weltcuppunkte in der Gesamtwertung den 78. Platz.
Watanabe nahm in der Saison 2014/15 an der Winter-Universiade 2015 und gewann gemeinsam mit Gō Yamamoto und Aguri Shimizu die Silbermedaille hinter der deutschen Mannschaft. Beim Massenstartwettbewerb verpasste er mit den fünften Platz eine Medaille. Zudem nahm Watanabe für Japan in der Saison auch an den Nordischen Skiweltmeisterschaften 2015 in Falun teil und startete beim Gunderson-Wettkampf von der Großschanze, wo er den 28. Platz belegte.
Am 9. Februar 2016 feierte Watanabe seine erste Top-Ten-Platzierung, als er beim Weltcup in Trondheim den 9. Platz im Gunderson-Wettbewerb von der Großschanze den neunten Platz belegt hat. Seine beiden beste Platzierungen im Weltcup erreichte er in der Saison 2016/17. Beim Heimweltcup in Sapporo beendete er beide Wettkämpfen jeweils auf dem siebten Platz.

## Platzierungen im Gesamtweltcup
| Saison  | Platz | Punkte |
| ------- | ----- | ------ |
| 2013/14 | 78.   | 04     |
| 2014/15 | 49.   | 029    |
| 2015/16 | 30.   | 109    |
| 2016/17 | 32.   | 144    |
| 2017/18 | 35.   | 087    |